# Alena Chychkan
Alena Chychkan –en bielorruso, Алена Чычкан– (7 de julio de 1993) es una deportista bielorrusa que compitió en halterofilia. Ganó una medalla de oro en el Campeonato Europeo de Halterofilia de 2013, en la categoría de 58 kg.

## Palmarés internacional
| Campeonato Europeo | Campeonato Europeo | Campeonato Europeo | Campeonato Europeo |
| Año                | Lugar              | Medalla            | Categoría          |
| ------------------ | ------------------ | ------------------ | ------------------ |
| 2013               | Tirana (Albania)   | Medalla de oro     | 58 kg              |